# Kurpfalz-Internat
Das Kurpfalz-Internat (auch KPI) in Bammental bei Heidelberg ist eine 1961 gegründete staatlich anerkannte private Realschule und ein staatlich anerkanntes Gymnasium in privater Trägerschaft.

## Geschichte
Gegründet wurde die Einrichtung 1961 von Erna Lehmann in Gaiberg als Internatsschule für 14 Jungen. 1962 absolvierten die ersten vier Schüler das Abitur an der Schule. Durch Anmietung zusätzlicher Räume konnte das Schulangebot im Schuljahr 1963/1964 auf 46 Plätze erweitert werden. 1968 wurde in Bammental die Villa des Tapetenfabrikanten Dierstein erworben und ein Jahr später als Internatsschule für 80 Schüler eröffnet. 1971 trat Erna Lehmanns Sohn in die Geschäftsführung ein, der 1981 die Geschäftsführung gänzlich übernahm.
1979 absolvierten erstmals Schüler der 10. Klasse die staatliche Realschulabschlussprüfung. Mit der Eröffnung des angrenzenden Torhauses als  Mädchenhaus wurde das Angebot auf 100 Schülerplätze ausgebaut. 1997 wurde in der Reilsheimer Straße das Oberstufenhaus eröffnet. Insgesamt gab es nun 130 Schülerplätze. Mit dem Neubau des sogenannten „Berghauses“ und des „Glashauses“ und einem Komplettumbau 1999/2000 konnte die Lerneinrichtung zum Schuljahr 2000/2001 170 Internatsplätze anbieten. Seit 2015 ist das Kurpfalz-Internat eine staatlich voll anerkannte Ersatzschule der Schultypen Gymnasium und Realschule. Es wird seit September 2015 durch die Kurpfalz-Internat gemeinnützige Betriebs GmbH getragen.

## Lehrkonzept und Abschluss
Unterrichtet werden Schülerinnen und Schüler von Klasse 7 bis 10 in der Realschule und von Klasse 7 bis 12 im Gymnasium (G8).
Wichtigstes Merkmal der Schule ist, dass eine Klasse aus maximal zehn Schülern besteht.
Die Schüler legen entweder den staatlich anerkannten Realschulabschluss oder das staatlich anerkannte Zentralabitur des Landes Baden-Württemberg ab. Am Ende der 10. Klasse erhalten die Schülerinnen und Schüler des Gymnasiums mit dem Versetzungszeugnis den mittleren Schulabschluss (Mittlere Reife). Im Gegensatz zu anderen Bundesländern müssen die Schülerinnen und Schüler hierzu keine gesonderte Prüfung ablegen.

## Weiteres
Die betreute Unterbringung im Internat bietet 50 Freizeitangebote am Nachmittag und eine beaufsichtigte Hausaufgabenzeit.
Die Heidelberger Familie Lehmann betreibt seit 1994 auch das Internatsgymnasium Schloss Torgelow.

## Kritik
Der Deutschlandfunk und Die Welt berichteten im Juni 2019, dass die Gründerfamilie des Kurpfalz-Internats über das Portal schulen.de eine Topliste betreibe, in der auch die eigenen Internate gelistet seien. Dem Ranking mangele es an Objektivität, da die Selektion einzelner Bewertungen durch die Betreiber erfolgen, zudem räumten die Betreiber „kommerzielle Interessen“ ein.